# Дикенсън (окръг, Вирджиния)
Окръг Дикенсън (на английски: Dickenson County) е окръг в щата Вирджиния, Съединени американски щати. Площта му е 860 km², а населението - 16 395 души (2000). Административен център е град Клинтуд.